# Jan de Vicq Tholen

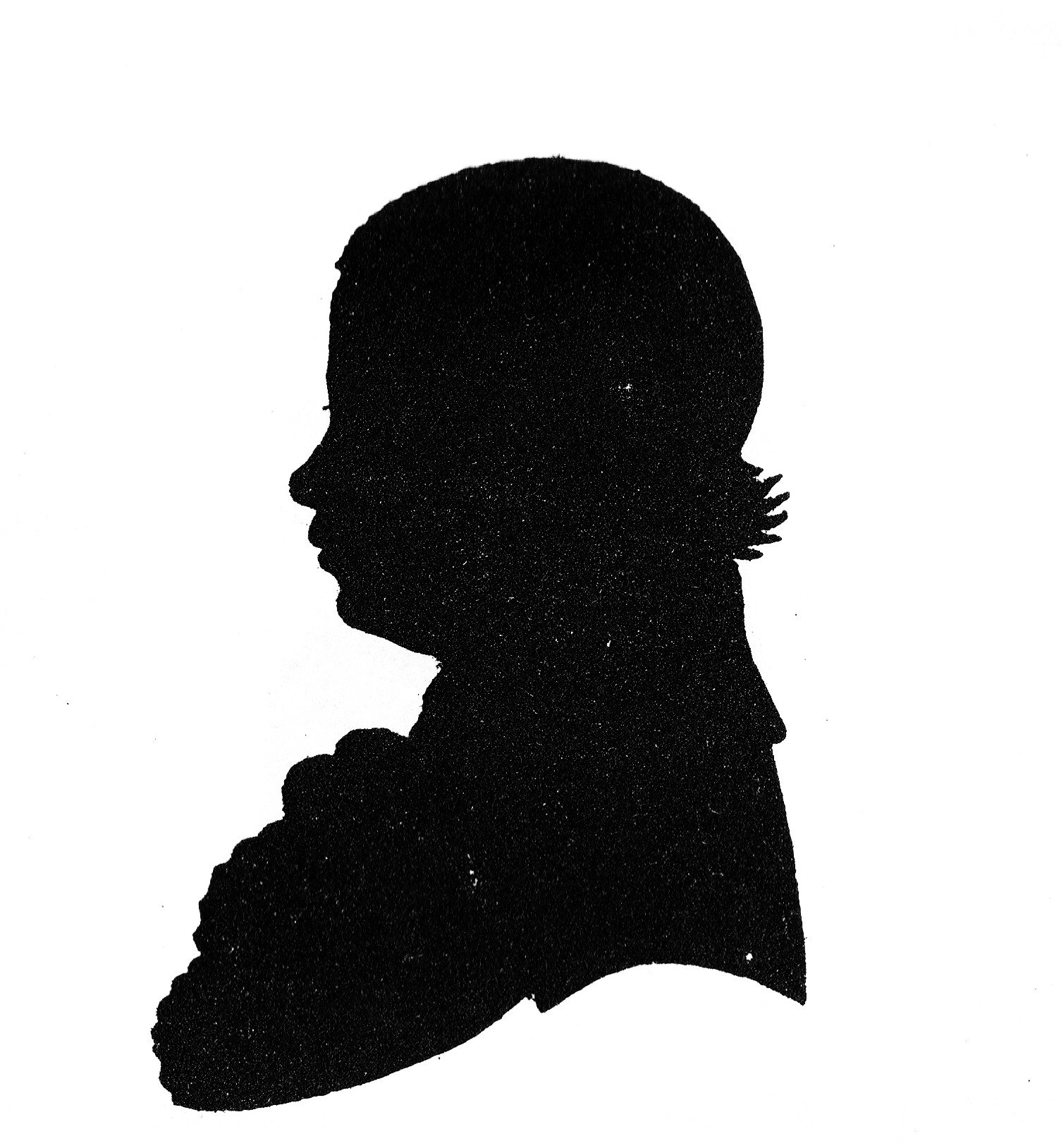
Jan de Vicq Tholen (1761-1809)

Jan de Vicq Tholen (1761-1809) was een Friese patriot die in 1787 naar Husum (Sleeswijk-Holstein) moest uitwijken. 
De Vicq Tholen werd geboren te Leeuwarden. Hij was een zoon van de jong overleden jurist Nicolaus Tholen (1725-1770), een van de auteurs van het Groot Placcaat- en Charterboek van Friesland en kleinzoon van een officier uit Emden. Hij werd vernoemd naar de Amsterdamse notaris Jan de Vicq jr., een broer van zijn grootvaders tweede vrouw. Zijn naam gaat niet terug op de Amsterdamse regentenfamilie De Vicq, maar op de Hamburgse diamantsnijder Jan Fick.
Jan de Vicq Tholen studeerde in Franeker, waar hij in 1783 promoveerde en zich vestigde als arts.
Binnen de Franeker patriottenbeweging speelde De Vicq Tholen volgens tijdgenoten een belangrijke rol, al hield hij zich op de achtergrond. Hij werd adjudant kolonel en later adjudant generaal van het exercitiegenootschap. Als zodanig had hij de leiding over de bezetting en plundering van Workum in september 1787. De Vicq Tholen wachtte zijn arrestatie niet af, maar vluchtte via Amsterdam en Hamburg-Altona naar Husum, waar hij zijn artsenpraktijk voortzette.
De Vicq Tholen was een kleurrijke figuur die al snel erkenning kreeg van de plaatselijke elite. Hij werd gevraagd als lid van de herensociëteit ‘Die
vereinigte freundschaftliche Gesellschaft’ en in 1803 benoemd tot lid van de gezondheidsraad voor de (Deense) provincie Sleeswijk-Holstein. In 1808 werd hij benoemd tot ridder in de Orde van de Dannebrog. In de werken van Theodor Storm wordt hij 'de Hollandse dokter' genoemd. Zijn woning in Husum was tevens het geboortehuis van deze schrijver. De Vicq was nauw bevriend met zijn leermeester Gadso Coopmans, die zich op het landgoed Oehe bij Maasholm aan de Oostzeekust had gevestigd.
Jan de Vicq Tholen was gehuwd met Sjoukje Everts Scheltema (1759-1808). Het echtpaar had twee kinderen: Cunira Adriana (1784-1816), die in 1814 de bekende notaris Isaäc Telting te Franeker  huwde, en Nicolaus (1786-1857), die officier werd in het Deense leger. Nicolaus kreeg een praalgraf in de domkerk te Sleeswijk. Jan de Vicq Tholen was een broer van de wiskundige Jacob Pierson Tholen.
Het Schleswig-Holsteinische Landesmuseum Schloss Gottorf te Sleeswijk bezit een geschilderd familieportret van het gezin De Vicq Tholen uit omstreeks 1800 van de hand van een onbekende kunstenaar. Jan de Vicq Tholen was tevens eigenaar van het historische glas 'Duc d'Alfs Uitluiding', waarmee de Franeker patriotten in juli 1781 het tweehonderdjarig jubileum van het Plakkaat van Verlatinghe vierden. De suggestie was dat men op deze wijze afscheid wilde nemen van de gehate hertog van Brunswijk, de belangrijkste adviseur van stadhouder Willem V, als een tweede Alva. Deze bijeenkomst kan beschouwd worden als het informele begin van de Friese patriottenbeweging.